# Ghana i olympiska spelen
Ghana tävlade första gången 1952 och har deltagit vid totalt de flesta sommarspelen sedan dess. Vid olympiska vinterspelen 2010 i Vancouver skickade Ghana för första gången en deltagare till de olympiska vinterspelen.

## Medaljer
| Guld | Silver | Brons | Totalt antal medaljer |
| ---- | ------ | ----- | --------------------- |
| 0    | 1      | 4     | 5                     |

| Spel                | Idrottare        | Guld        | Silver      | Brons       | Totalt      | Placering   |
| Helsingfors 1952    | 7                | 0           | 0           | 0           | 0           | –           |
| Melbourne 1956      | Deltog inte      | Deltog inte | Deltog inte | Deltog inte | Deltog inte | Deltog inte |
| Rom 1960            | 15               | 0           | 1           | 0           | 1           | 32          |
| Tokyo 1964          | 42               | 0           | 0           | 1           | 1           | 35          |
| Mexico City 1968    | 31               | 0           | 0           | 0           | 0           | –           |
| München 1972        | 35               | 0           | 0           | 1           | 1           | 43          |
| Montréal 1976       | Deltog inte      |             |             |             |             |             |
| Moskva 1980         | Deltog inte      |             |             |             |             |             |
| Los Angeles 1984    | 23               | 0           | 0           | 0           | 0           | –           |
| Seoul 1988          | 18               | 0           | 0           | 0           | 0           | –           |
| Barcelona 1992      | 37               | 0           | 0           | 1           | 1           | 54          |
| Atlanta 1996        | 35               | 0           | 0           | 0           | 0           | –           |
| Sydney 2000         | 22               | 0           | 0           | 0           | 0           | –           |
| Aten 2004           | 29               | 0           | 0           | 0           | 0           | –           |
| Peking 2008         | 9                | 0           | 0           | 0           | 0           | –           |
| London 2012         | 9                | 0           | 0           | 0           | 0           | –           |
| Rio de Janeiro 2016 | 14               | 0           | 0           | 0           | 0           | –           |
| Tokyo 2020          | 14               | 0           | 0           | 1           | 1           | 86          |
| Paris 2024          | 8                | 0           | 0           | 0           | 0           | –           |
| Los Angeles 2028    | Framtida tävling |             |             |             |             |             |
| Brisbane 2032       | Framtida tävling |             |             |             |             |             |
| Totalt              | Totalt           | 0           | 1           | 4           | 5           | 129         |

| Spel                | Idrottare        | Guld             | Silver           | Brons            | Totalt           | Placering        |
| Vancouver 2010      | 1                | 0                | 0                | 0                | 0                | –                |
| Sotji 2014          | Deltog inte      | Deltog inte      | Deltog inte      | Deltog inte      | Deltog inte      | Deltog inte      |
| Pyeongchang 2018    | 1                | 0                | 0                | 0                | 0                | –                |
| Peking 2022         | 1                | 0                | 0                | 0                | 0                | –                |
| Milano–Cortina 2026 | Framtida tävling | Framtida tävling | Framtida tävling | Framtida tävling | Framtida tävling | Framtida tävling |
| Totalt              | Totalt           | 0                | 0                | 0                | 0                | –                |

### Medaljer efter sporter
| Sport              | Guld | Silver | Brons | Totalt |
| Boxning            | 0    | 1      | 3     | 4      |
| Fotboll            | 0    | 0      | 1     | 1      |
| Totalt (2 sporter) | 0    | 1      | 4     | 5      |

## Lista över medaljörer
| Medalj | Namn | Spel           | Sport   | Gren                                |
| ------ | --- | -------------- | ------- | ----------------------------------- |
| Silver | Clement Quartey | Rom 1960       | Boxning | Herrarnas lätt weltervikt (64 kg)   |
| Brons  | Eddie Blay | Tokyo 1964     | Boxning | Herrarnas lätt weltervikt (63,5 kg) |
| Brons  | Prince Amartey | München 1972   | Boxning | Herrarnas mellanvikt (75 kg)        |
| Brons  | Fotbollslandslaget Joachin Yaw Acheampong Simon Addo Sammi Adjei Frank Amankwah Bernard Aryee Isaac Asare Kwame Ayew Ibrahim Dossey Mohammed Gargo Samuel Kumah Nii Lamptey Yaw Preko Shamo Quaye | Barcelona 1992 | Fotboll | Herrarnas tävling                   |
| Brons  | Samuel Takyi | Tokyo 2020     | Boxning | Herrarnas fjädervikt (57 kg)        |